# 파세오 데 라 카스테야나

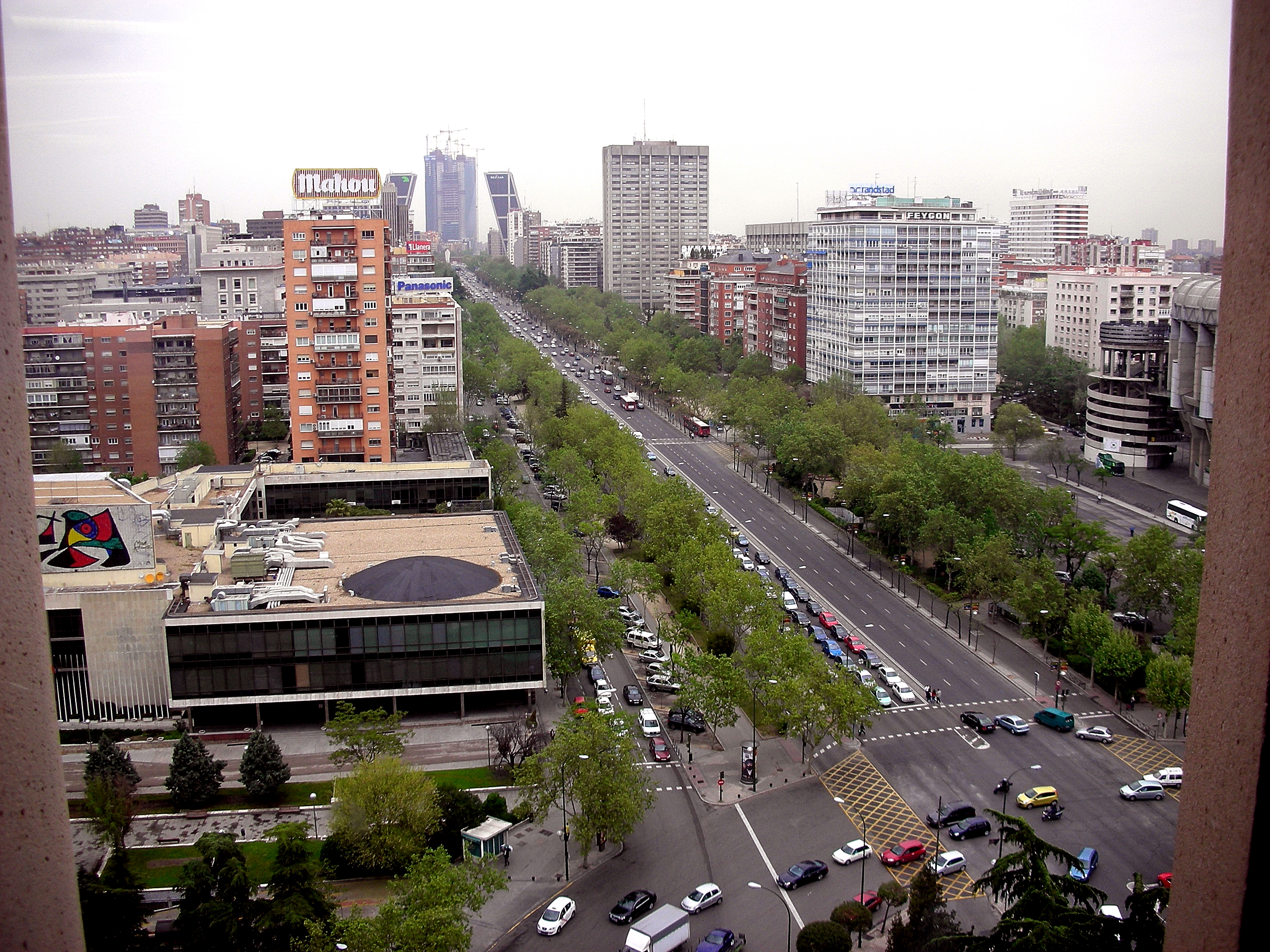
파세오 데 라 카스테야나

파세오 데 라 카스테야나(스페인어: Paseo de la Castellana)는 스페인 마드리드에 있는 가장 긴 거리 중 하나이다. 거리의 이름은 카스티야 광장에 있는 오래된 분수에서 따왔다. 리마 광장, 쿠스코 광장, 카스티야 광장 등을 지나쳐가며, M-30과 길로 콜메나르비에오로 이어져 있다. 파세오 데 라 카스테야나는 파세오 데 레콜레토스와 파세오 델 프라도로 이어지며, 이 세 개의 거리는 마드리드의 북쪽과 남쪽의 중심 축을 이룬다.

## 갤러리

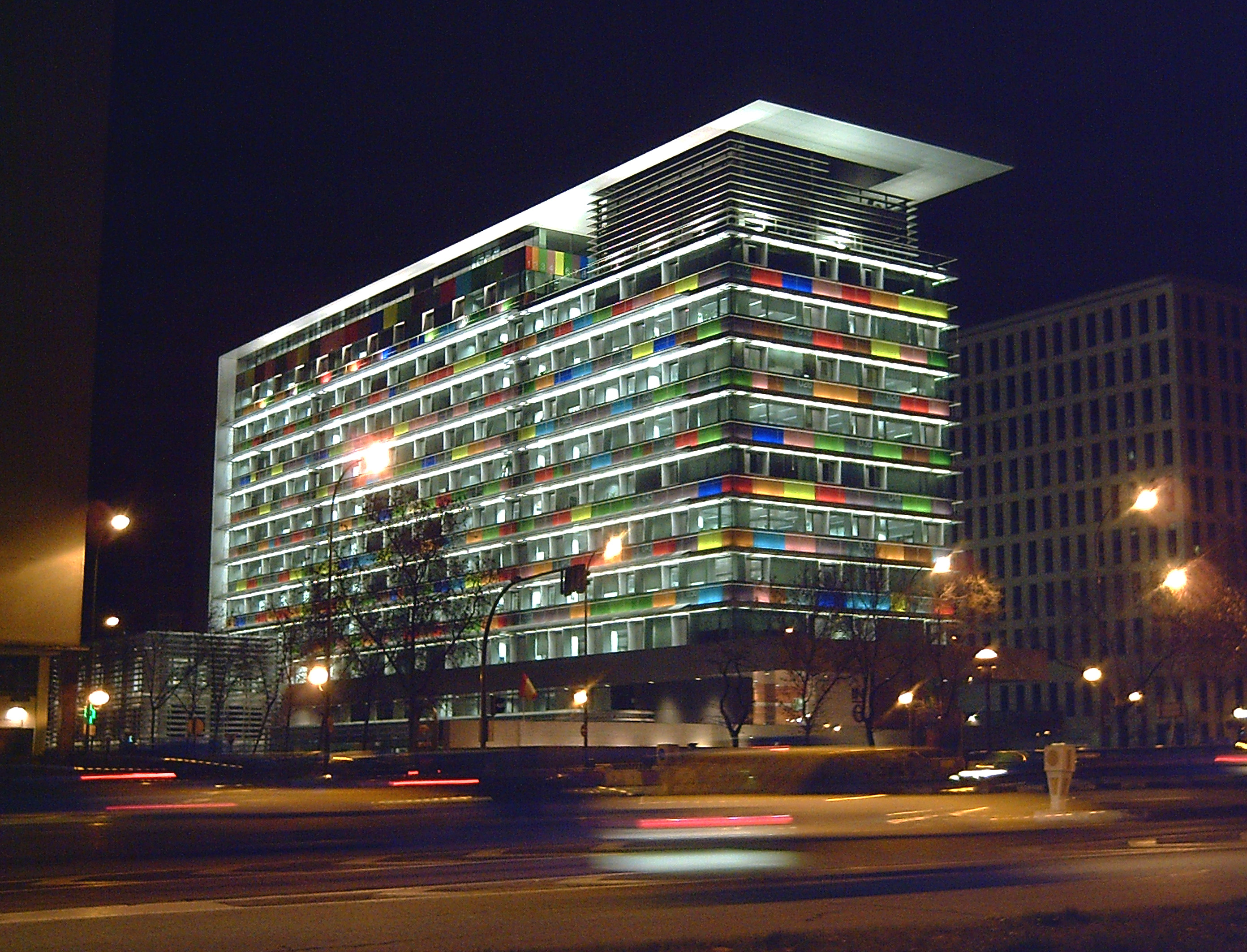
INE 빌딩
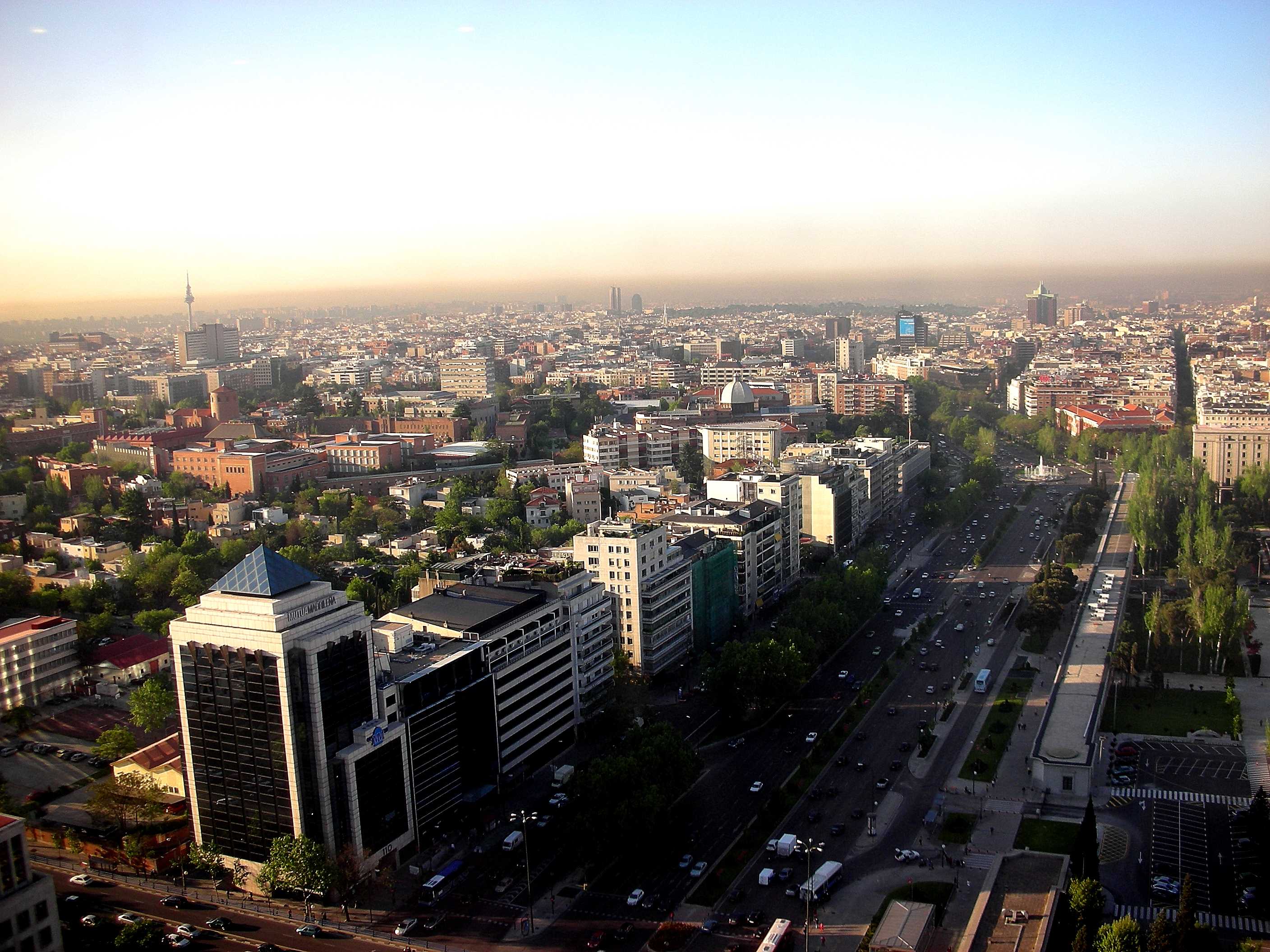
스카이라인
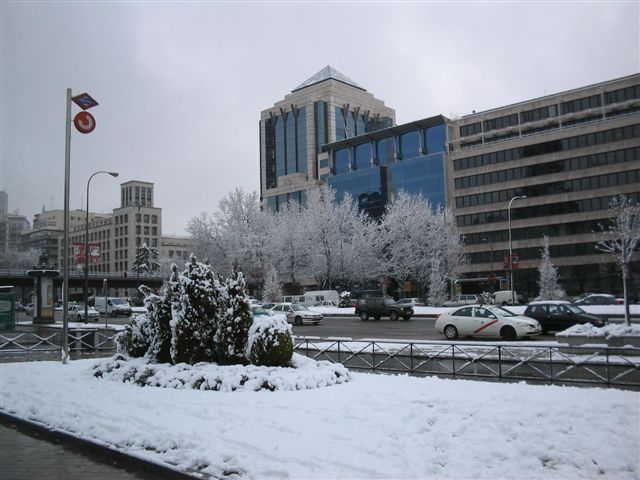
카스테야나 110
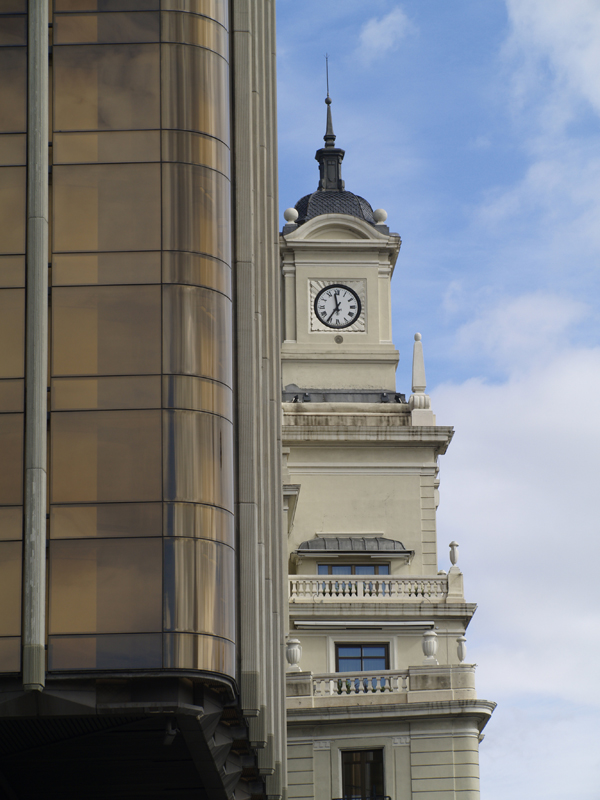
카스테야나 1
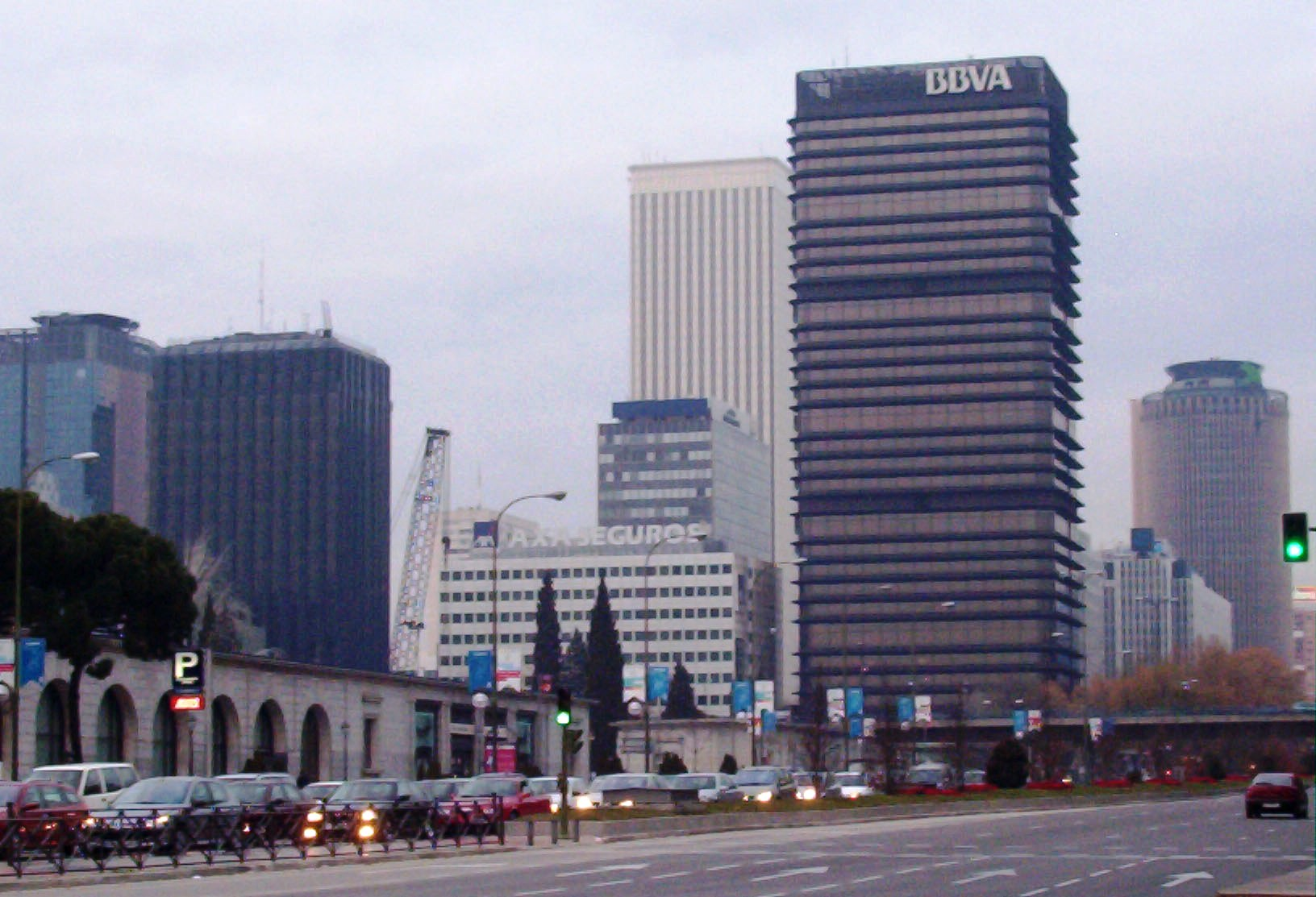
AZCA
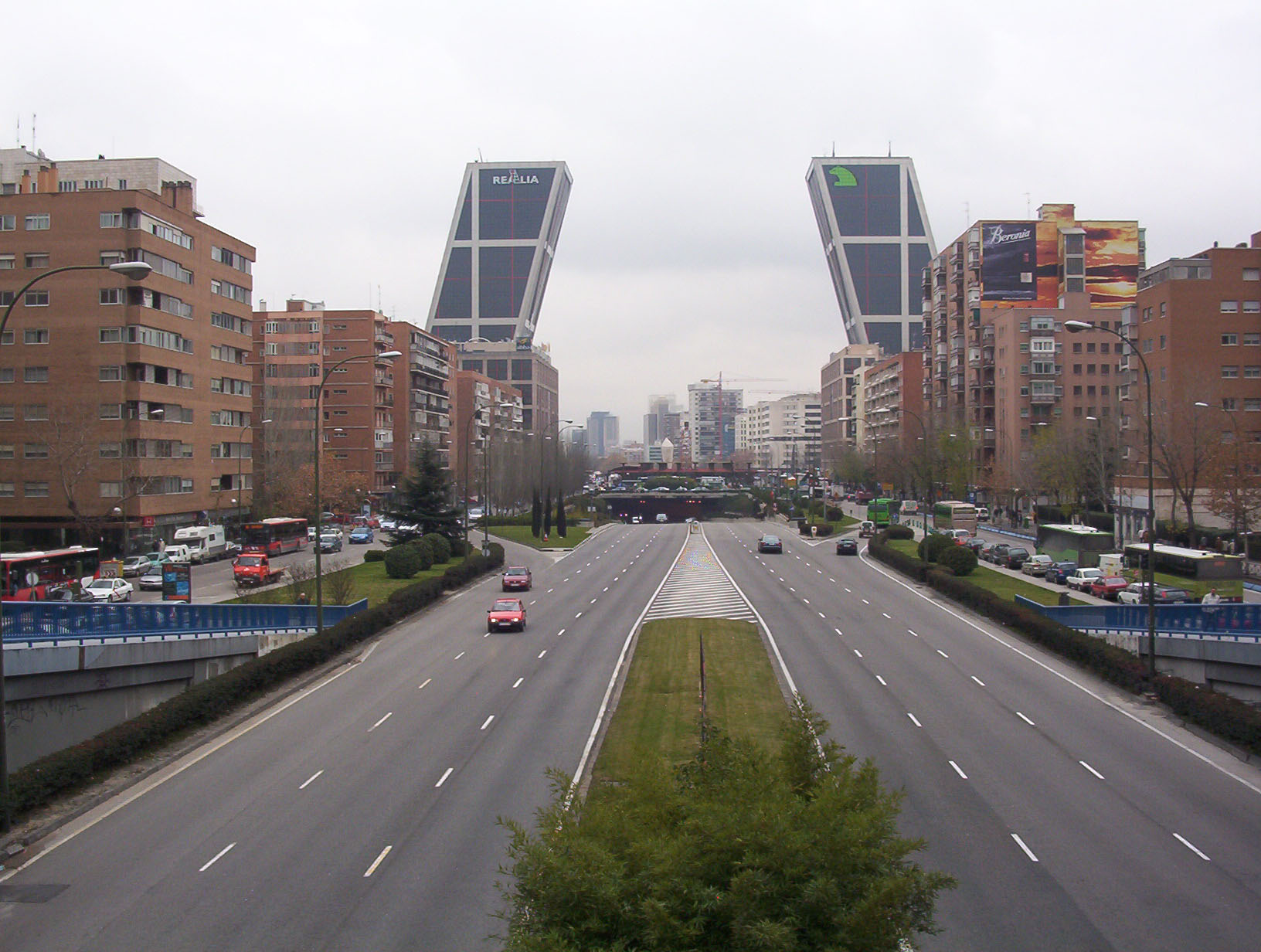
푸에르타 데 에우로파
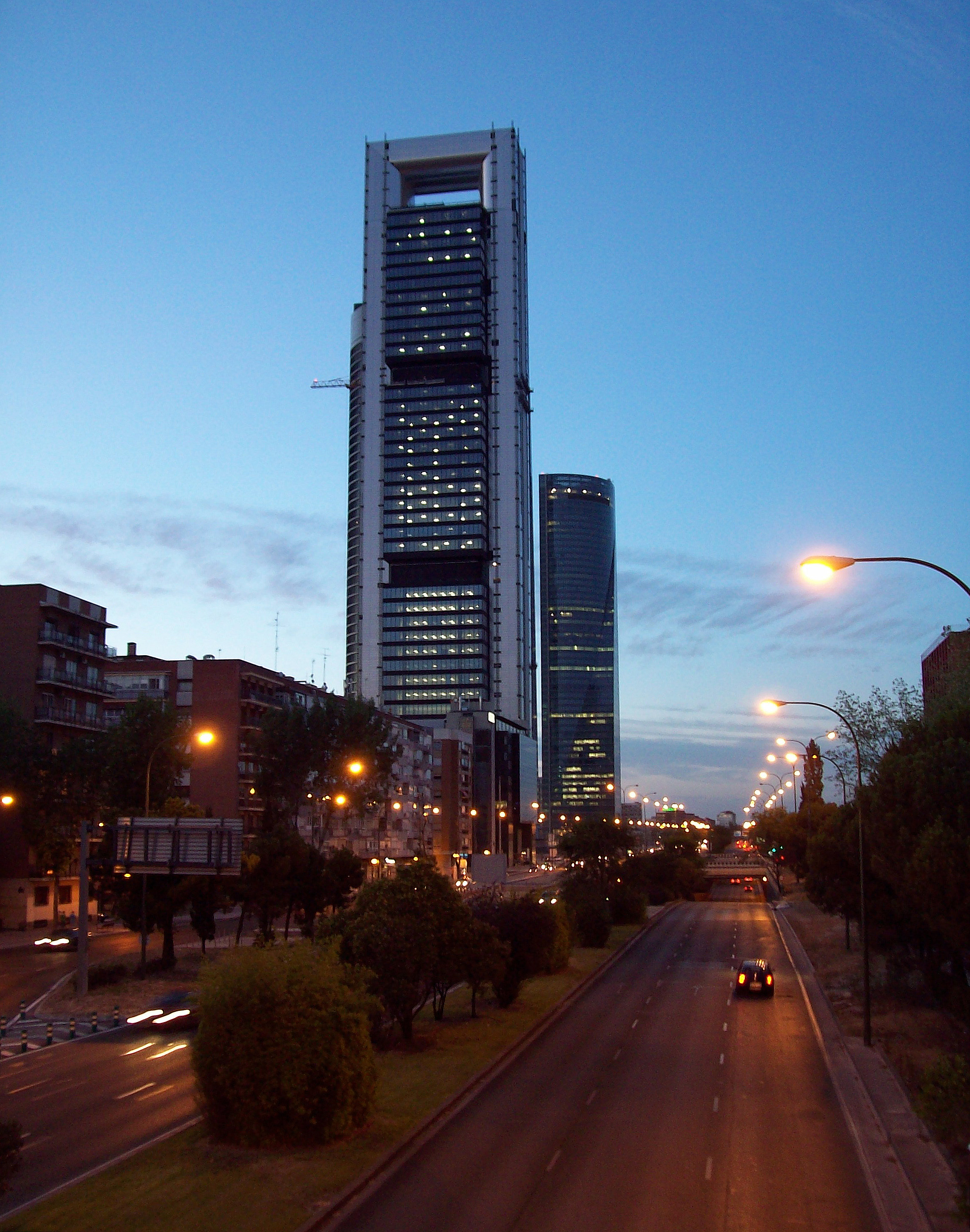
콰트로 토레스 비즈니스 에어리어
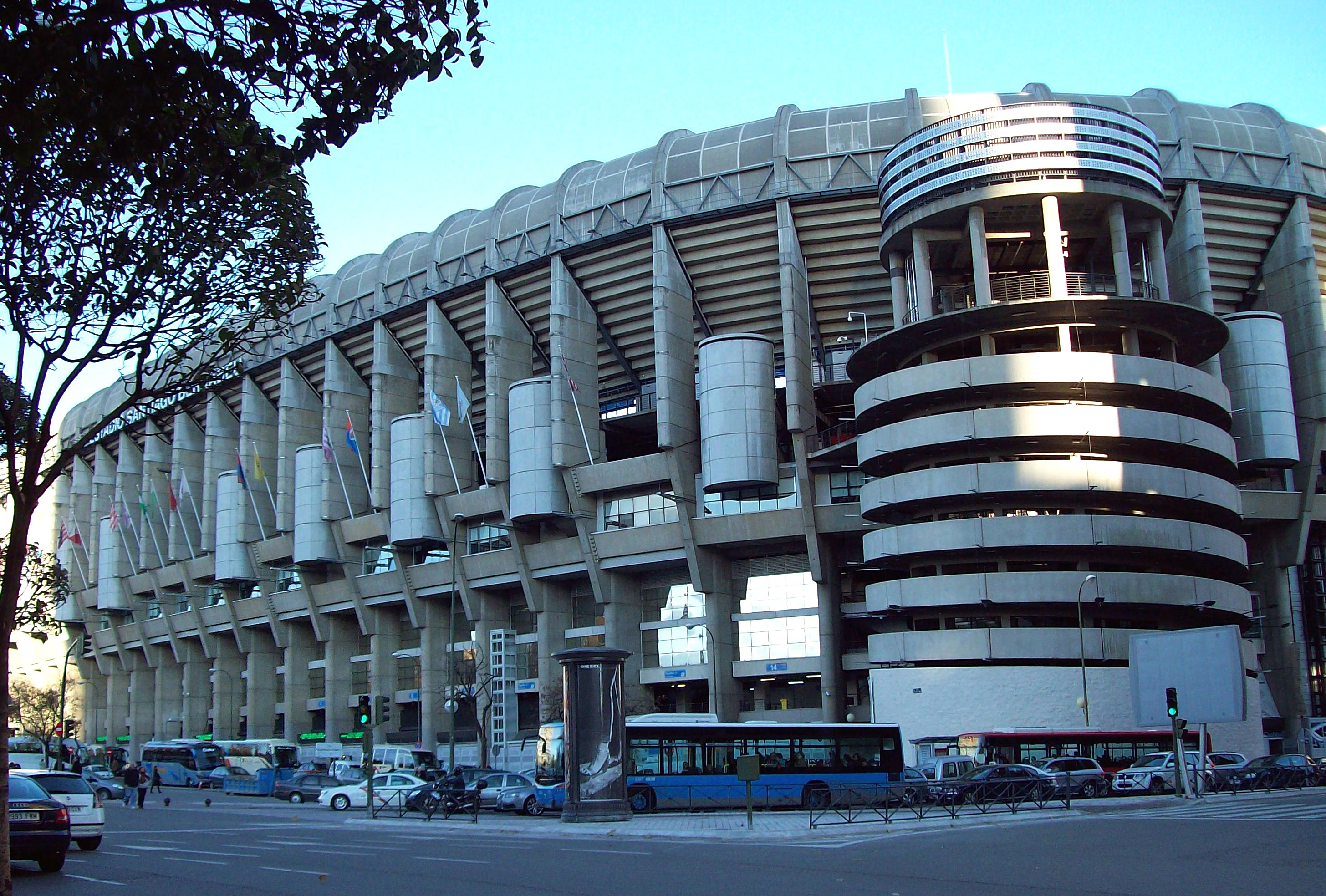
에스타디오 산티아고 베르나베우